# エゾリンドウ
エゾリンドウ（蝦夷竜胆、Gentiana triflora var. japonica）とはリンドウ科リンドウ属の多年草である。日本原産で、北海道から本州近畿以北にかけて分布し、山地の湿地帯に生える。ホソバエゾリンドウ（Gentiana triflora）の変種。

## 特徴
茎の高さ30〜100cm。葉は茎に対生し、形は披針形で縁はざらつかない。花期は9〜10月にかけて。花は茎の先端と葉腋につき、栄養状態がよければ数段につく。花冠の長さは4〜5cm、日が差すと花が開き、リンドウよりも淡い青紫色の花を咲かせる。

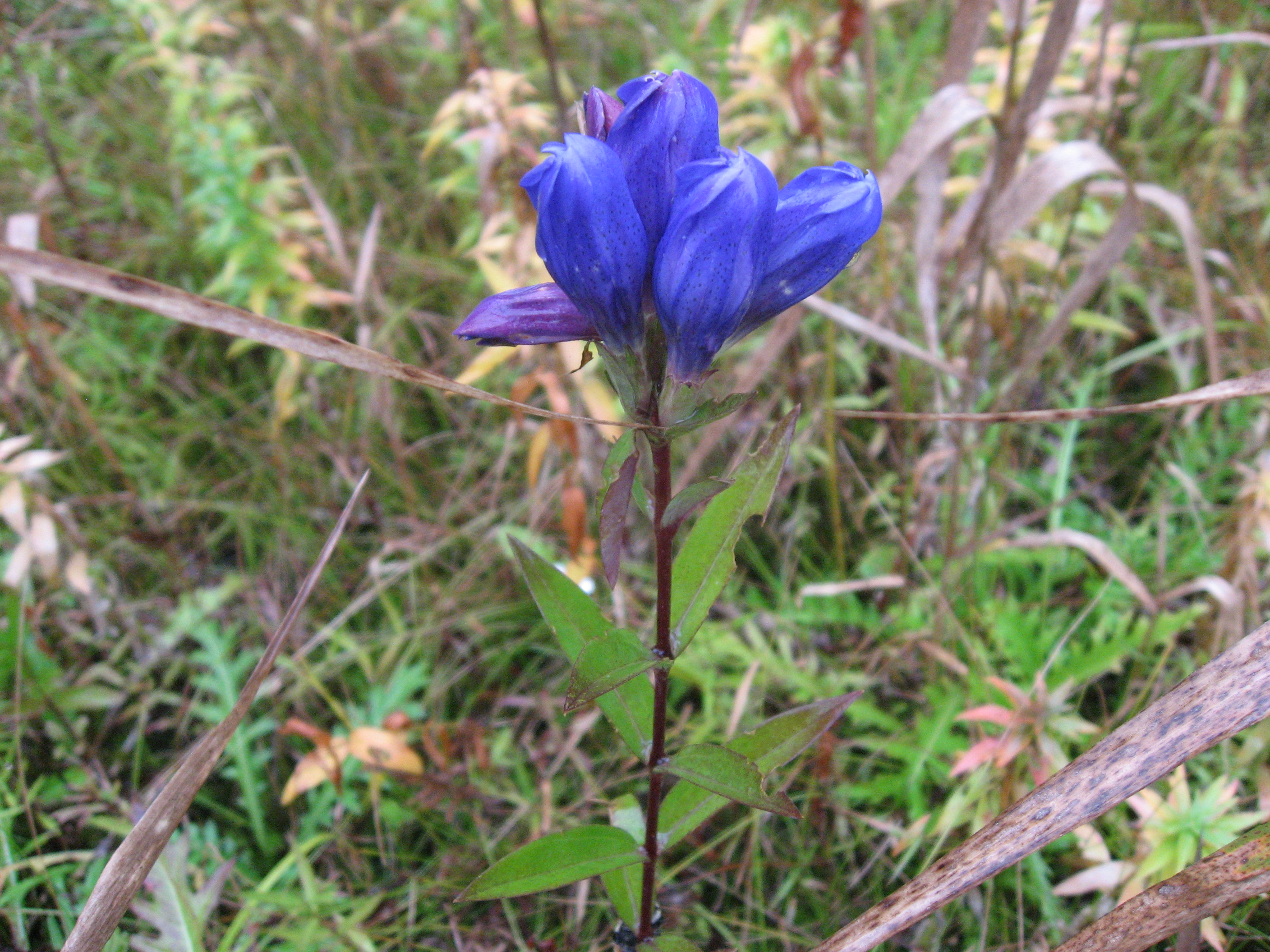
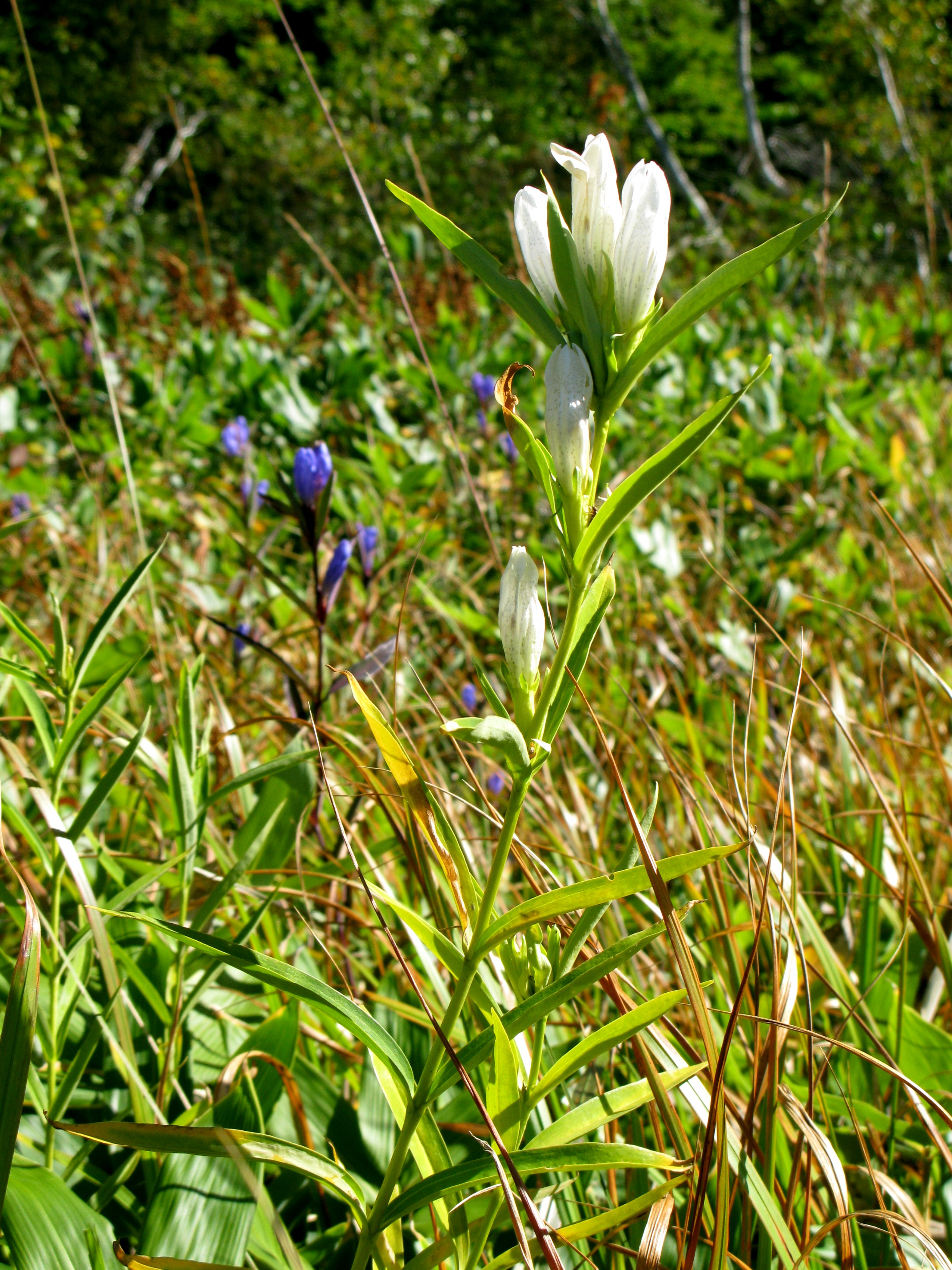
白花品種 f. albiflora 2008年9月 尾瀬ヶ原
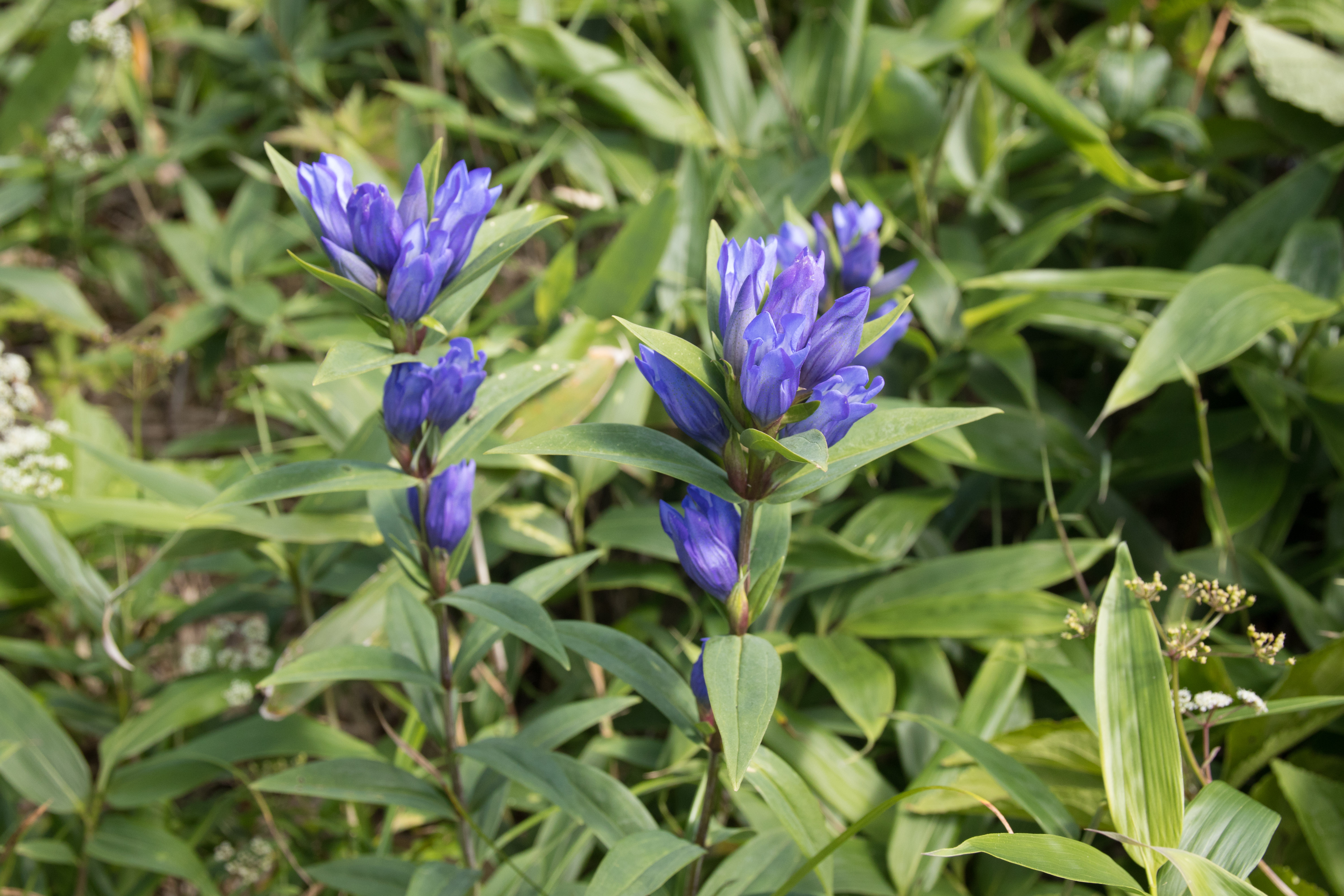
エゾオヤマノリンドウ subvar. montana 2018年8月 蔵王連峰・屏風岳

花屋で売られているリンドウは本種の栽培種であることが多い。
エゾオヤマノリンドウ（Gentiana triflora var. japonica subvar. montana）は本種の高山型である。

## エゾリンドウを市町村花とする自治体
- 北海道剣淵町
- 北海道下川町
- 北海道音別町
- 北海道中標津町
- 岐阜県白鳥町（現郡上市）